# Шармахд, Джамшид
Джамшид Шармахд (перс. جمشید شارمهد‎, 23 марта 1955, Тегеран, Шаханшахское Государство Иран — 28 октября 2024, Тегеран) — немецкий инженер-программист иранского происхождения. Шармахд, постоянно проживающий в США с 2003 года, подвергся преследованиям со стороны иранского правительства за его связи с «Тондаром», иранской монархистской группой. В 2020 году он был похищен иранскими агентами. Его содержали в одиночной камере в Иране. На судебном процессе 2023 года, осуждённом Amnesty International, Германией, США и Европейским советом, Шармахд был приговорён к смертной казни. Он содержался в одиночной камере до своей казни 28 октября 2024 года.

## Биография
Джамшид Шармахд родился в Тегеране 23 марта 1955 года. Когда ему было семь лет, он вместе с отцом переехал в Ганновер, Западная Германия, где вырос в немецко-иранской семье. Он был зороастрийцем. В 1995 году он стал натурализованным гражданином Германии. Он учился на электрика, а в 1980 году ненадолго вернулся в Иран, где женился. В 1983 году он вернулся в Западную Германию с женой и дочерью.
Шармахд основал собственную компанию по разработке программного обеспечения и в 2003 году переехал в США, где стал постоянным жителем (обладателем грин-карты). После переезда в США Шармахд проживал в районе Лос-Анджелеса, точнее в Глендоре, Калифорния. У Шармахда была болезнь Паркинсона.
По словам дочери Шармахда, он оказывал техническую поддержку и услуги по разработке веб-сайта для Tondar («Гром»), новостной платформы и монархического оппозиционного движения. Среди множества иранских оппозиционных групп Тондар считается малоизвестной. Иранское правительство обвиняет «Тондар» в том, что он является террористической организацией, что отрицают сами члены группировки. Дочь Шармахда сказала, что он стал более активно участвовать в веб-публикациях/вещании группы в 2007 году, после того как лидер группы Фруд Фуладванд был похищен в Турции. Шармахд помогал управлять теле- и радиопрограммами Tondar в Лос-Анджелесе, включая спутниковую радиостанцию, доступную в Иране. Хотя изначально предполагалось, что его работа не будет указана в титрах, техническая ошибка привела к раскрытию имени Шармахда на публичной платформе. После его похищения в 2020 году иранское правительство заявило, что Шармахд управлял Тондаром, частью Шахской Ассамблеи Ирана.
Члены группировки в Калифорнии опасались репрессий со стороны иранских агентов, а бывший офис Тондара в Лос-Анджелесе дважды подвергался взлому. Шармахд стал объектом нападок со стороны иранского правительства. Мохаммад Реза Садегния был арестован в июле 2009 года недалеко от аэропорта Лос-Анджелеса и признал себя виновным в Верховном суде Лос-Анджелеса в попытке нанять киллера для убийства Шармахда, но в 2010 году пропустил заседание суда и бежал в Иран. Адвокат Садегнии отрицал, что его клиент был иранским агентом, и заявил, что обвинение было вызвано пьяными комментариями его клиента о том, что он не мог совершить преступление.

## Похищение в Дубае
В конце июля 2020 года секретные агенты Министерства разведки Ирана похитили Шармахда и вывезли его в Иран. Шармахд находился в Дубае, где ожидал стыковочного рейса в Индию, когда его похитили. Его последнее сообщение семье было получено 28 июля 2020 года. Данные отслеживания мобильных телефонов показали перемещения на юг из Дубая в Эль-Айн на следующий день, а затем в Сухар, Оман, 30 июля, когда отслеживание было прекращено. Министерство разведки Ирана заявило, что захватило Шармахда в ходе «сложной операции», но не предоставило никаких подробностей.
Иранское правительство заявило, что Шармахд несёт ответственность за нападение на мечеть в Ширазе в 2008 году, в результате которого погибли 14 человек и 200 получили ранения; также утверждалось, что в 2017 году он раскрыл «секретную информацию» о ракетных объектах Корпуса стражей исламской революции. Рабочая группа по произвольным задержаниям заявила, что «г-н Шармахд лишается свободы в результате осуществления им права на свободу мнения и его свободное выражение». Шармахд отрицал все обвинения, а его семья боролась за его освобождение. Похищение Шармахда было одним из серии заговоров с целью похищения людей, организованных иранским правительством против диссидентов в рамках его кампании транснациональных репрессий. Похищение Шармахда сравнили с предыдущим делом Рухоллы Зама, журналиста, находившегося в изгнании, которого заманили обратно в Иран и казнили в 2020 году. 

## Тюремное заключение и казнь в Иране
В феврале 2023 года Революционный суд в Тегеране приговорил Шармахда к смертной казни по обвинению в «коррупции на земле путём планирования и руководства террористическими атаками». Верховный суд Ирана оставил смертный приговор в силе 26 апреля 2023 года. Amnesty International осудила судебный процесс как крайне несправедливый, сообщив, что иранские власти пытали Шармахда, пока он находился под стражей, держали его в одиночной камере в течение длительного времени и отказывали ему в доступе к лекарствам от болезни Паркинсона и другим методам лечения. Судебный процесс проходил под надзором Аболгасема Салавати, судьи, лояльного иранскому режиму, который руководил другими судебными преследованиями диссидентов.
Правительства Германии и США также осудили судебный процесс как фиктивный, а министр иностранных дел Германии Анналена Бербок заявила, что Шармахд «никогда не имел даже подобия справедливого суда». Шармахду неоднократно отказывали в консульской помощи Германии и доступе Германии к судебным процессам. В ответ на приговор Германия выслала двух иранских дипломатов.
В 2022 году Рабочая группа по произвольным задержаниям (WGAD) опубликовала 13-страничный документ, подтверждающий арест Шармахда, его насильственное исчезновение, нарушения прав человека и пытки. Рабочая группа по произвольным задержаниям пришла к выводу, что задержание Шармахда было произвольным, и призвала к его «немедленному безоговорочному освобождению». В январе 2023 года Фридрих Мерц, председатель парламентской группы ХДС/ХСС, взял на себя политическое спонсорство Шармахда. Мерц пытался поехать в Иран, чтобы проверить состояние здоровья Шармахда, но иранские власти отказали ему в визе. Мерц неоднократно требовал освобождения Шармахда и призывал правительство Германии «значительно активизировать усилия по освобождению Джамшида Шармахда». В апреле 2023 года Европейский совет публично осудил смертный приговор Шармахду.
Шармахд был казнён в Тегеране 28 октября 2024 года в возрасте 69 лет. Канцлер Германии Олаф Шольц осудил казнь и назвал её «скандалом». Министр иностранных дел Германии Бербок самым решительным образом осудила «убийство Джамшида Шармахда иранским режимом». Дочь Шармахда раскритиковала правительства США и Германии, заявив, что они не предприняли достаточных мер для освобождения Шармахда. Она призвала вернуть тело Шармахда для захоронения в соответствии с зороастрийскими обрядами погребения. Масих Алинеджад, иранско-американская активистка, которая, как сообщается, стала целью иранского покушения, предотвращённого властями США, заявила в ответ на казнь: «Исламская Республика не понимает языка мира или дипломатии. Их язык — это язык захвата заложников, казней, покушений и убийств».

## Дипломатические последствия
Похищение и казнь Шармахда ухудшили отношения между Германией и Ираном. На следующий день после его казни Германия вызвала временного поверенного в делах Ирана для выражения официального дипломатического протеста. Посол Германии в Иране Маркус Потцель также подал протест иранским властям и был отозван в Берлин. Министр иностранных дел Германии также распорядился закрыть все три иранских консульства в Германии (во Франкфурте, Гамбурге и Мюнхене), оставив только иранское посольство в Берлине. В рамках закрытия генеральных консульств Ирана в Германии 32 иранских дипломата были лишены вида на жительство. 
Жозеп Боррель, верховный представитель Европейского союза по иностранным делам, назвал казнь Шармахда «ужасной» и заявил, что она «наносит серьёзный ущерб» отношениям между ЕС и Ираном. Боррель отметил, что ЕС ввёл новые санкции против Ирана незадолго до убийства Шармахда и рассмотрит дополнительные «целевые и существенные меры» против Ирана, включая добавление Корпуса стражей исламской революции в список террористических групп ЕС.